# Кастл (Лаутерахтал)
Кастл (њем. Kastl) град је у њемачкој савезној држави Баварска. Једно је од 27 општинских средишта округа Амберг-Зулцбах. Према процјени из 2010. у граду је живјело 2.522 становника. Посједује регионалну шифру (AGS) 9371132.

## Географски и демографски подаци
Кастл се налази у савезној држави Баварска у округу Амберг-Зулцбах. Град се налази на надморској висини од 475 метара. Површина општине износи 64,9 km². У самом граду је, према процјени из 2010. године, живјело 2.522 становника. Просјечна густина становништва износи 39 становника/km².

## Међународна сарадња
| Мјесто | Држава   | Врста сарадње | Од    |
| ------ | -------- | ------------- | ----- |
| Сањ    | Мађарска | контакт       | 1993. |
|        | Чешка    | контакт       | 1992. |
|        | Чешка    | партнерство   | 1992. |
| Извор  |          |               |       |